# Peste (roman)
Ne doit pas être confondu avec La Peste.
Peste (titre original : Rant) est un roman de Chuck Palahniuk, publié en 2007. En France, il est édité par les éditions Denoël en janvier 2008 puis les éditions Gallimard en mai 2009. Sa traduction française est l’œuvre d'Alain Défossé.

## Synopsis
Un territoire partagé entre les Diurnes et les Nocturnes, faute d'espace vital. Deux cultures s'ignorent ou s'affrontent autour d'un personnage mythique, mort, ce qui permet des entrées narratives très diverses : témoignage, récit, dialogue... en prolepse et analepse. Un récit éclaté, déconstruit en multiples points de vue.

## Personnages principaux
- Buster "Rant" Casey (diurne devenu nocturne, "sujet zéro") :
- Gimms Taylor Simms (nocturne, Historien) :
- Chester "Chet" Casey :
- Echo Lawrence (nocturne, Chauffarde) :
- Shot Dunyun (nocturne, Chauffard) :

## Thèmes principaux
- L'auto-mutilation, la maladie et les épidémies, le handicap, et la gestion politique, à travers l'histoire de l'humanité, de ces phénomènes ;
- Le voyage dans le temps ;